# وباء الأفيون (أزمة الأفيون)

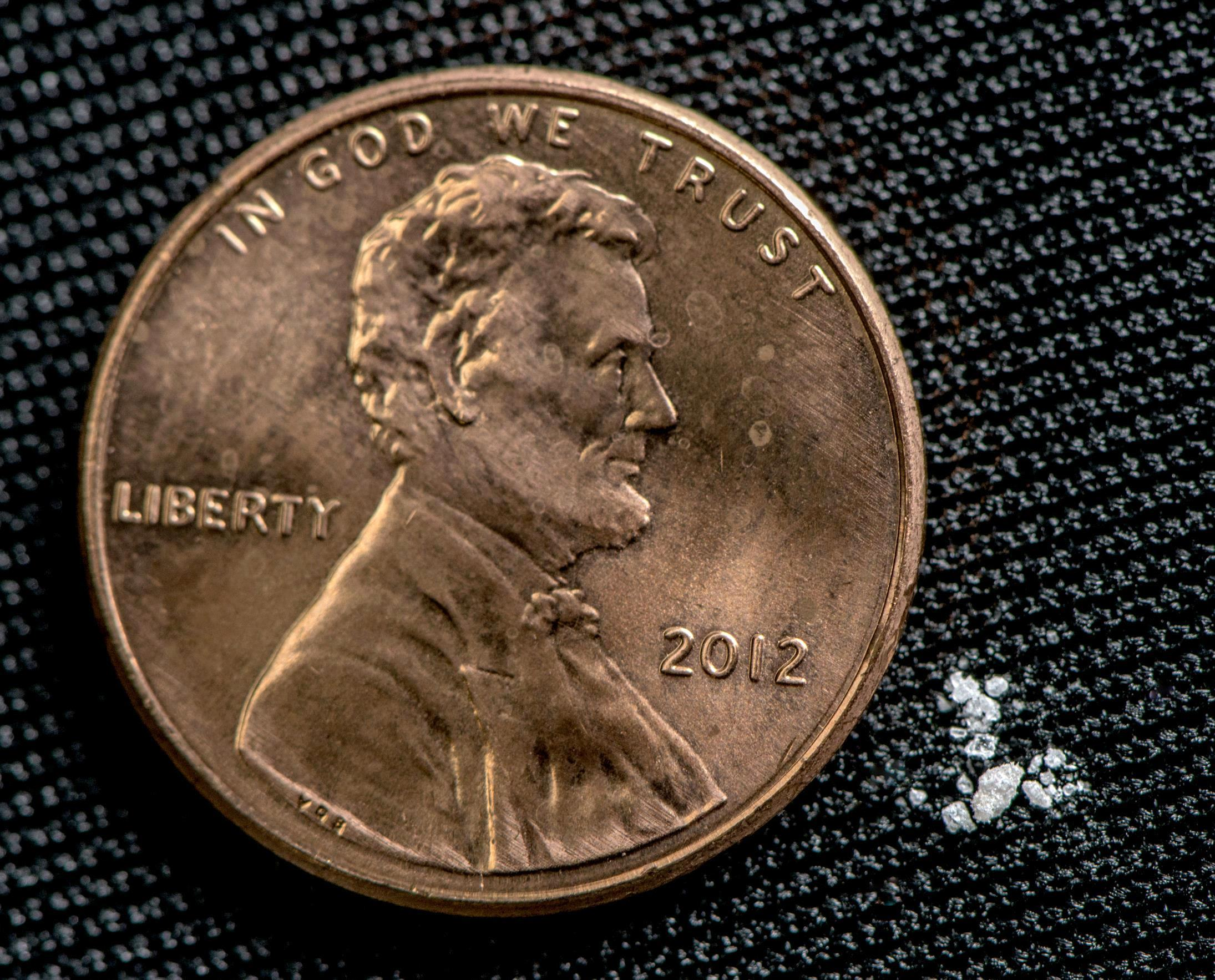
فنتانيل ٢ مليغرام. جرعة قاتلة لمعظم الناس.

وباء المواد الأفيونية، المعروف أيضًا باسم أزمة المواد الأفيونية، هو الزيادة السريعة في حالات الوفاة الناجمة عن الإفراط في الاستخدام وسوء الاستخدام/التعاطي والجرعات الزائدة، والتي تُعزى جزئيًا أو كليًا إلى فئة المخدرات المسماة "الأفيونيات"/أشباه الأفيونات منذ تسعينيات القرن الماضي. ويشمل ذلك العواقب الطبية والاجتماعية والنفسية والديموغرافية والاقتصادية الجسيمة لإساءة استخدام هذه الأدوية لأغراض طبية وغير طبية وترفيهية.
الأفيونيات فئة متنوعة من مسكنات الألم المتوسطة إلى القوية، تشمل الأوكسيكودون (يُباع عادةً تحت الأسماء التجارية أوكسيكونتين وبيركوسيت)، والهيدروكودون (فيكودين، نوركو)، والفنتانيل (أبسترال، أكتيك، ديوراجيسيك، فينتورا)، وهو مسكن ألم قوي جدًا يُصنع ليشبه الأفيونيات الأخرى مثل المورفين والهيروين المشتق من الأفيون.وقد أدت قوة هذه المواد وتوافرها، على الرغم من خطر الإدمان والجرعة الزائدة، إلى شيوع استخدامها كعلاجات طبية وترفيهية. ونظرًا للتأثيرات المهدئة للأفيونيات على المركز التنفسي للنخاع المستطيل، فإن تناول جرعات عالية منها قد يُسبب تثبيطًا تنفسيًا، وقد يُسبب فشلًا تنفسيًا والوفاة.تعتبر المواد الأفيونية فعالة للغاية في علاج الألم الحاد، ولكن هناك جدل قوي حول ما إذا كانت فعالة في علاج الألم المزمن أو شديد التأثير،حيث أن المخاطر قد تفوق الفوائد.